# Cynorca
Cynorca is een geslacht van uitgestorven pekari's uit de familie Tayassuidae. Het geslacht omvat meerdere soorten die in het Mioceen in oostelijk Noord-Amerika.

## Fossiele vondsten
Fossielen van Cynorca zijn gevonden in het oosten van de Verenigde Staten.

## Kenmerken
Cynorca was in vergelijking tot de hedendaagse en de meeste uitgestorven pekari's een kleine soort. Het dier is nauw verwant aan de Tayassuinae, de onderfamilie die moderne soorten omvat. Cynorca voedde zich waarschijnlijk met diverse typen planten.